# Belín
Belín este o comună slovacă, aflată în districtul Rimavská Sobota din regiunea Banská Bystrica. Localitatea se află la altitudinea de 219 m deasupra n.m., se întinde pe o suprafață de 4,2 km2 și în 2017 număra 197 de locuitori. Se învecinează cu comuna Sútor.

## Istoric
Localitatea Belín este atestată documentar din 1349.

## Demografie
| An:                | 1994 | 2004   | 2014    | 2024    |
| ------------------ | ---- | ------ | ------- | ------- |
| Număr de persoane: | 161  | 158    | 197     | 176     |
| Diferență:         |      | −1,86% | +24,68% | −10,65% |

| An:                | 2023 | 2024   |
| ------------------ | ---- | ------ |
| Număr de persoane: | 185  | 176    |
| Diferență:         |      | −4,86% |